# Масуди
Абу'л-Хасан Али ибн ал-Хюсеин ал-Масуди (на арабски: أبو الحسن ، علي بن الحسين المسعودي‎‎) е арабски историк, географ, пътешественик.

## Биография
Роден е около 896 година в Багдад, Ирак. От 915 до 945 г., по време на своите пътувания посещава Иран, Индия, Цейлон, Северна и Източна Африка, Задкавказието, Източна Европа, Сирия и Египет. Освен че се основава на своите лични наблюдения, той събира огромен материал от чужди източници и широко използва предишни автори.
На базата на събраните от него материали изработва карта на света. На картата е показан целия известен дотогава свят с планетите, сушата и моретата, разселването на различните народи по земята. В 30 тома излизат неговите трудове „Мурудж аз-захаб ва ма'адин ал-джавахир“ (в превод „Златни находища и находища на диаманти“). В тях той дава особено интересни сведения за страните и жителите на Източна Европа, в т.ч. и за славяните.
Малко преди смъртта си написва друго съчинение „Китаб ат-танбих ва-л-ишраф“ (в превод „Книга за указания и наблюдения“), където поправя и уточнява информацията, изложена по-рано. Двете произведения се отличават с наличието на важни исторически подробности, така също и излагането на фантастични легенди и предания. Автор е и на „Златни ливади“.
От многобройните му произведения са запазени „Полета на злато и рудници на бисери“ (943) и „Книга за предупреждения и наблюдения“ (956).
Умира около 956 година в Кайро, Египет.